# وقتی من رفتم
«وقتی من رفتم» (به انگلیسی: When I'm Gone) عنوان ترانه‌ای از امینم، خواننده رپ آمریکایی است که در سال ۲۰۰۵ میلادی منتشر شد.